# Caradrina apicimaculata
Caradrina apicimaculata là một loài bướm đêm trong họ Noctuidae.